# Eremobium
Eremobium es un género de fanerógamas perteneciente a la familia Brassicaceae.  Comprende 7 especies descritas y de estas, solo 5 aceptadas.

## Descripción
Son hierbas anuales, a menudo muy ramificadas desde la base, ± en propagación, vestidas de pelos estrellados cortos, escabrosos. Hojas oblongo-linear-oblongas a obovadas, enteras, subsésiles o sésiles, ápice redondeado u obtuso. Las inflorescencias en racimos laxos. Flores pequeñas, blancas o rosadas; pedicelos no engrosados, ascendentes o extendidos en la fruta.  Pétalos dos veces más largos que los sépalos, estrechamente oblongos. Estambres 6. Silicuas lineales, biloculares, dehiscentes; valvas sub convexas, 1-nervada, pubescente, con pelos cortos, ramificados o estrellados; semillas uniseriadas, suborbicular, oscuramente alados.

## Taxonomía
El género fue descrito por Pierre Edmond Boissier y publicado en Flora Orientalis 1: 156. 1867.

## Especies aceptadas
A continuación se brinda un listado de las especies del género Eremobium aceptadas hasta septiembre de 2013, ordenadas alfabéticamente. Para cada una se indica el nombre binomial seguido del autor, abreviado según las convenciones y usos.
- Eremobium aegyptiacum (Spreng.) Asch. ex Boiss.
- Eremobium diffusum (Decne.) Botsch.
- Eremobium lineare (Delile) Boiss.
- Eremobium longisiliquum (Coss.) Boiss.
- Eremobium nefudicum (Velen.) B.L.Burtt & Rech.f.